# ため池
ため池（ためいけ、溜池、溜め池）とは、主に農業（灌漑）用水を確保するために水を貯え、取水設備を備えた人工の池のことである。その目的のために新設したり、天然の池沼を改築したりした池を指す。日本には十数万から約20万か所あると推定されている（「#統計」も参照）。

## ため池灌漑

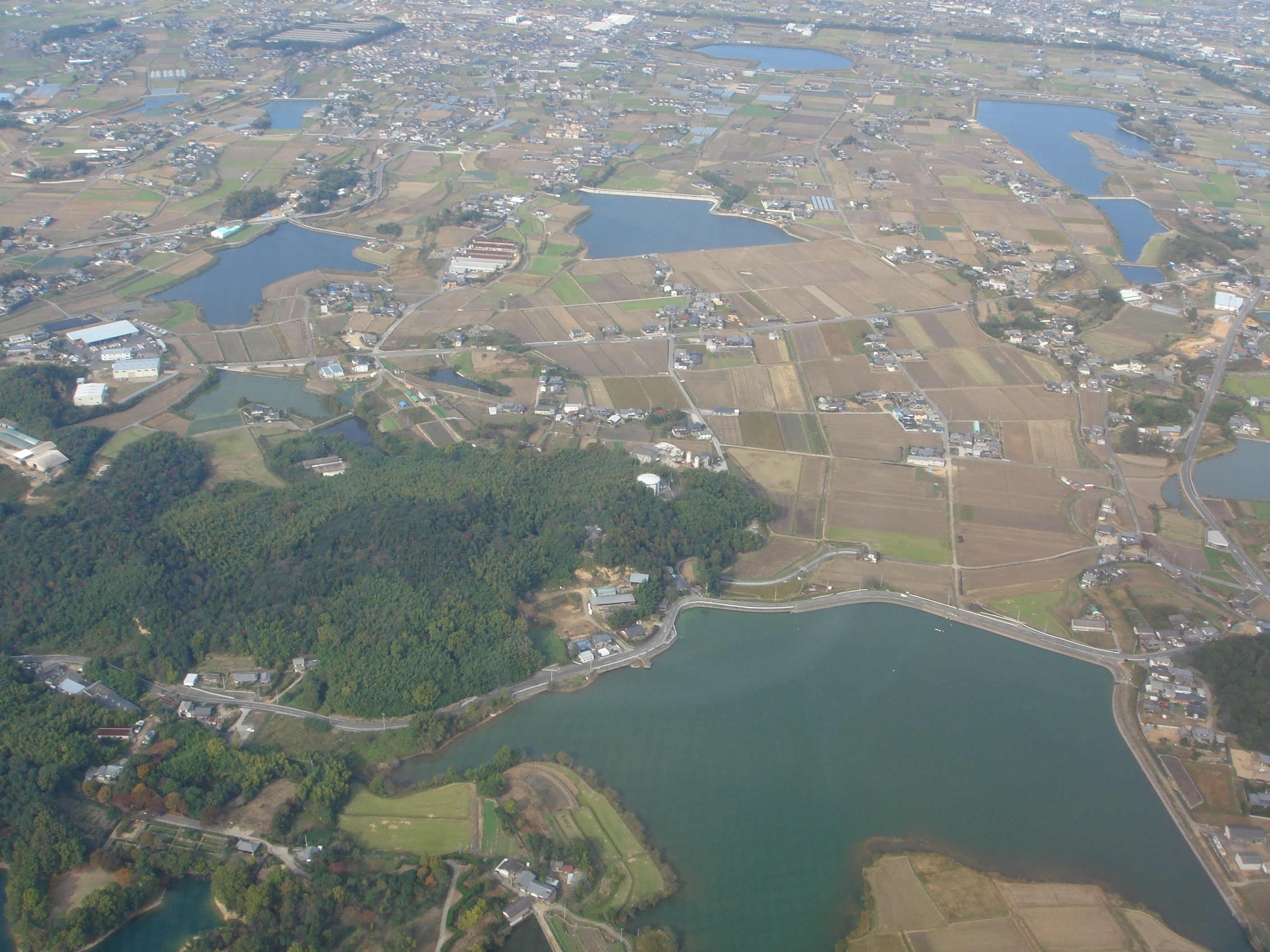
讃岐平野のため池

ため池灌漑は、堰灌漑や井戸水灌漑と並ぶ伝統的な灌漑方法である。
ため池灌漑では、ため池に水を貯えておき、必要な時に耕作地へ送水する。これにより季節ごとの降水量の変化や旱魃などの気象変動による影響を抑え、農作物を安定して栽培することができるようにする。
例えば、日本では、農閑期で水を使わない冬季に川の水を取り入れ貯えておけば、春先や初夏といった水が必要になる時季に水田など耕作地へ供給することができる。梅雨時の河川は平常時を上回る水量となることがあり、この時の余分な水も貯えておけば盛夏時の渇水の危険性を減らすことができる。また、冷涼な高地から流れ下る雪解け水を一時貯えて、田植え時の水田に温んだ水を供給することで冷害を防ぐ温水ため池もある（長野県の白樺湖が代表的）。
池を囲む堤防の高さを上げて貯水量を増やしたり、崩壊を防ぐため整備工事を施したりするなど、機能改善を施した池もある。また飲み水など生活用水としての貯水池として、また河川増水時の調整池としての役割も有しているとしてその価値が見直されている。多種多様な生物が生息する池もあり、周辺を含めた豊かな自然環境も注目されている。
広いため池の場合、ウインドサーフィンやボート、カヌー、水上オートバイなどを使った娯楽場所として使われる。また灌漑の役目を終えたのちも噴水や遊具を整備し、親水公園として公開されているため池もある。またヘラブナ、コイ、ブラックバス、ナマズ、雷魚、マブナなど魚釣りでにぎわっているため池も多い。

### 構造
堤を用いて水を貯えているが、必要な時に耕作地へ水を送り出せるよう取水施設がある。
ため池が作られた初期の頃は樋管（ひかん）と呼ばれる管が堤を貫通して外に通じており、栓を外すことで水を池の外へ流せるようになっていた。やがて池の底から立ち上がる立樋（たてひ、竪樋）と、その下から堤を通り外に通じる底樋（そこひ）の組み合わせが用いられるようになる。立樋にはいくつかの高さに栓が複数設けられ、水位の低下に伴って適切な高さの栓を開け水を流せるようになっている。立樋は垂直に立ち上がっているものと、堤の斜面に沿って作られるものがある。
台風などによる増水時に堤が破壊されないよう、堤の一部を低くして許容量以上の水を早めに出す洪水吐（こうずいばけ、こうずいばき）もしくは余水吐（よすいばき）と呼ばれる放流設備も作られる。英語でオーバーフローと呼ばれることも多い。

### 形態

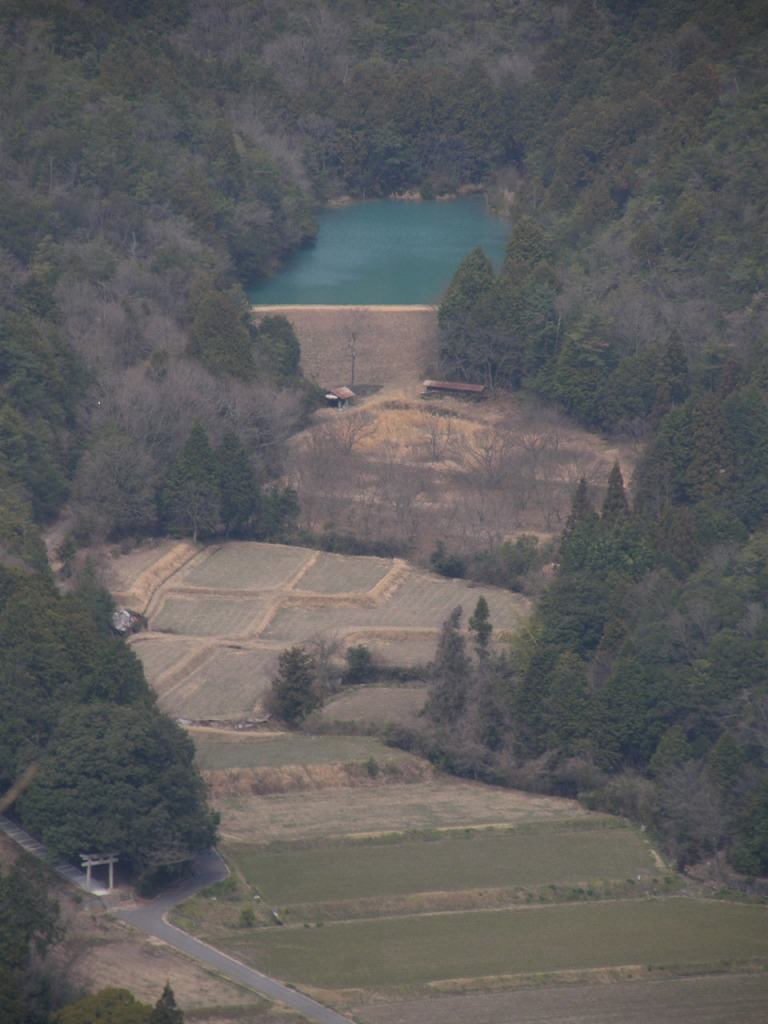
典型的な谷池（兵庫県加東市）

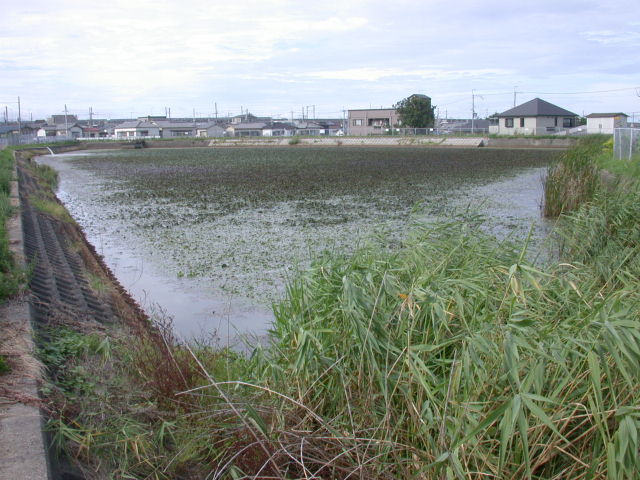
皿池の一例。人家に近く、周りが堤で囲まれ、ガマやヒシ、ホテイアオイ等が育つ。

ため池は谷池と皿池という2種類に大きく分けることができる。両者は建設場所や築造方法が違い、水質や生息する動植物にも違いが現れてくる。また複数の池が棚状に連なるものを重ね池、または親子池ともよばれている。
谷池
山間部に多く見られる形態で、谷の下流側に堤を設けて川をせき止めるようにして作られた池である。このため皿池よりも水深が深い傾向にある。土を主体とする堰（せき）、いわゆるアースダムによって貯水される。なお日本では堰堤の高さが15.0m以上の場合、河川法上におけるダムとして定義される。このため、日本におけるアースダムの多くは農業用ため池として建設されている。
谷川の上流から流入する水を主な水源とするので、池の水質は生活排水の混入が少ないため貧栄養の傾向がある。谷池から流された水は平地の皿池に分配して貯え、そこから農耕地に分配するという方法が取られる。福島県相馬地方のため池はこのタイプが多い。山池と称されることもある。
皿池
平野部に多く見られる形態で、できるだけ窪んだ土地や低湿地のような貯水しやすいと考えられる場所の周囲を堤で囲み、さらに底を掘り下げて作られた池である。このため谷池よりも水深が浅い傾向にある。川や谷池、もしくは他の皿池から用水路を経て引かれてきた水を貯えている。人間の生活範囲に近い場所に立地することが多く、生活排水や農耕地から用水路に入り込んだ肥料などが混入することにより、水質が富栄養化する傾向にある。讃岐平野（香川県）のため池はこのタイプが多い。

### 問題点
水を流し出す樋管や、樋を付ける場所を意味する打樋（うちひ）は、ため池の弱点である。樋管に木材を使っていた時代では、腐食するために交換する必要があった。もし樋管が腐食して壊れると、堤の崩壊を招くことにもなる。また打樋は岩もしくは堅い土であることが求められたが、ここも頑丈でないと崩壊を招きかねない。技術が発達し、堤や取水施設にコンクリートや金属を使うことで強度は上がった。しかし管理が行われなくなった溜池では堤の強度が下がっていくおそれがある。
周囲の住宅や農地より高い場所にあるため池では、堤の決壊により水害を引き起こした例もある。地震による決壊例では東日本大震災による藤沼ダム（福島県須賀川市）があり、集中豪雨では平成30年7月豪雨などで発生した。後者では小規模なため池も水害を引き起こしたことから、農林水産省は2018年（平成30年）11月、人家や公共施設などの浸水危険性を加味した「防災重点ため池」の基準見直しなど新たな対策をまとめた。新基準では、防災重点ため池は従来の1万1362カ所から新基準では5万カ所以上へ増えると見られ、各自治体に「ため池マップ」を2019年度までに整備するよう要請した。 2019年（平成31年）4月19日、ため池の改修（防災工事）と廃止を国や自治体が命令・代執行することができる農業用ため池の管理及び保全に関する法律が成立した。
こうした被害を防ぐため、改修や廃止が検討されているが、江戸時代を含む古い時期に造られて所有者が不明なため池が多く、同意を得にくいという問題点が支障になっている。所有者や管理者が不明なだけでなく、規模が小さいなどの理由で存在が忘れられているため池もある。 特に、灌漑農地面積が0.5ha未満の小規模なため池（特定外ため池）の例では届出義務がなく、実地調査が行なわれることも無かったため、場所や数が曖昧なまま独り歩きしていた実態があった。
農業・食品産業技術総合研究機構（農研機構）は民間企業と協力し、地震・豪雨時にため池の決壊リスクを予測するシステムを2018年に開発した。水位センサーをインターネットと連動させ、豪雨時に危険を冒して目視に出向かなくても、ため池を遠隔監視できるシステムも実用化されている。
水質汚濁が進んだ池は悪臭を発し、周辺で暮らす住民の不満を招くことになる。またゴミの不法投棄も問題視されている。水質改善やゴミの清掃、外来種駆除のため、池の水をいったん抜いて水底を露出させる掻い掘りが行われる場合もある。
また、香川県ではため池に太陽光パネルをうかべて発電もおこなわれているが、一方でパネルが景観をそこなうという意見もある。

### 転落事故
ため池に転落する事故も多く発生しており、農林水産省のまとめでは、ため池への転落事故で死亡した人が2020年度までの10年間に全国で255人に上る。2011年度から2020年度に年11人～33人が死亡。季節は夏場に集中し、釣りや水遊び中が多い。
2016年7月、宮城県大衡村の八志沼で釣りをしていた父子3人が死亡。沼の中から3人が見つかったことから過って転落したとみられる。事故後、一般社団法人水難学会が水難事故調査委員会を現場に派遣し、事故調査を行うとともに赤十字水上安全法指導員有資格者の救助員複数名、医師を配置し、各種実験を行っている。それによると、八志沼はすぐ近くを通る道路から徒歩で降りるだけで岸に簡単にアクセスでき、道路からアクセスのよい箇所には池の斜面がコンクリートで形作られ、漏水や斜面崩落を防ぐために、コンクリートやゴムなどで斜面が保護されているなど「陸から見て、波もない、流れもない、鳥のさえずりに囲まれ、斜面も低く見える、全てにおいて安全を錯覚させるような条件」を満たす一般的なため池の構造であった。しかし、足を水に少しだけ浸けたら、滑って一気に池に吸い込まれ、数秒もたたないうちに背の立たない深みにもっていかれたという。また、自力で上がろうとしても腰が水面に出るくらいの地点で足が滑り、それ以上は上がれることができず、勢いをつけるなど無理な行動を取ると反対に深い方へ引きずり込まれるという。
香川県丸亀市では、2021年5月、釣りに来ていた男児と父親がため池で死亡。池の周囲にはロープが張られていたが、簡単に立ち入ることができる状態で、誤って転落したとみられる。丸亀市によると、ため池は地元の水利組合が管理。2011年にも転落死亡事故があり、組合がロープを張ったという。なお、今回の事故後に、同組合は「釣り禁止」の看板を設置。市も組合と協議し、周囲の一部に鉄柵を取り付けるなどの対策を行っている。
2024年6月11日、岡山県玉野市で、ため池に大量に繁殖していた赤い藻「アカウキクサ」を赤い土と見間違えた小学1年生の女児が池に転落し、そのひ孫の女児を助けようとした男性80歳が溺死した。なお、女児は自力で岸にあがった。
農林水産省は、各自治体に警告の看板設置など安全対策の徹底を繰り返し通知しているが、自治体が管理していないため池が90％を占め、どこまで安全対策を取るかは管理者任せにで、管理者不明のため池については宙に浮いているのが実情である。

## 各国のため池

### インドのため池
デカン高原一帯の地域は世界有数のため池灌漑の分布する地域である。インド南部では石器時代の初期には各村落にため池が設けられていた。これらの地域にため池が多数存在する理由は南西モンスーンの雨季の始まりが年によって大きく変動し（6月～8月）、降雨のパターンが安定しないためである。
デカン高原には連珠式のため池があるが、デカン高原のものは、ため池の溜まりを均一にするためのものである。

### スリランカのため池
スリランカでは紀元前5世紀頃にため池が出現したとされる。ため池は紀元前4〜3世紀には自然の地形を利用した程度であったが、紀元後1〜3世紀には暗渠取水工のビゾー・コトゥワが出現して規模が大きくなり、5世紀後半には巨大貯水池の時代となった。小規模ため池は連珠式であるが、スリランカの連珠式のため池は上流の余水や排水を下流の池に送って反復利用するためのもので、デカン高原のものとは目的が異なる。

### 中国のため池
中国語ではため池は「池」ではなく「陂」や「塘」の字を用いる。中国の安徽省から河南省南部にかけての華中の山間部も、デカン高原一帯と並ぶ世界的なため池灌漑地域である。
中国のため池は春秋戦国時代にはあったが、ため池が造られた方法はよくわかっていない。史料では、谷を堰き止めるタイプ、窪地に堤を築くタイプ、湧水を貯めるタイプなどがあった。また漢代には取水量を調整する水門や余水を放流するための洪水吐などが存在した。

### 韓国のため池
最古のため池は忠清北道の義林池とされる（5世紀頃）。義林池は山間部の河谷を堰き止めたダム式ため池であるが、百済が中国の東晋・南朝から技術供与を受けたとみられている。高麗時代に沿海部に灌漑や除塩のための用水を貯める大型ため池が出現したが、中国江南の水利技術の影響を受けている。

### 日本のため池

#### 歴史

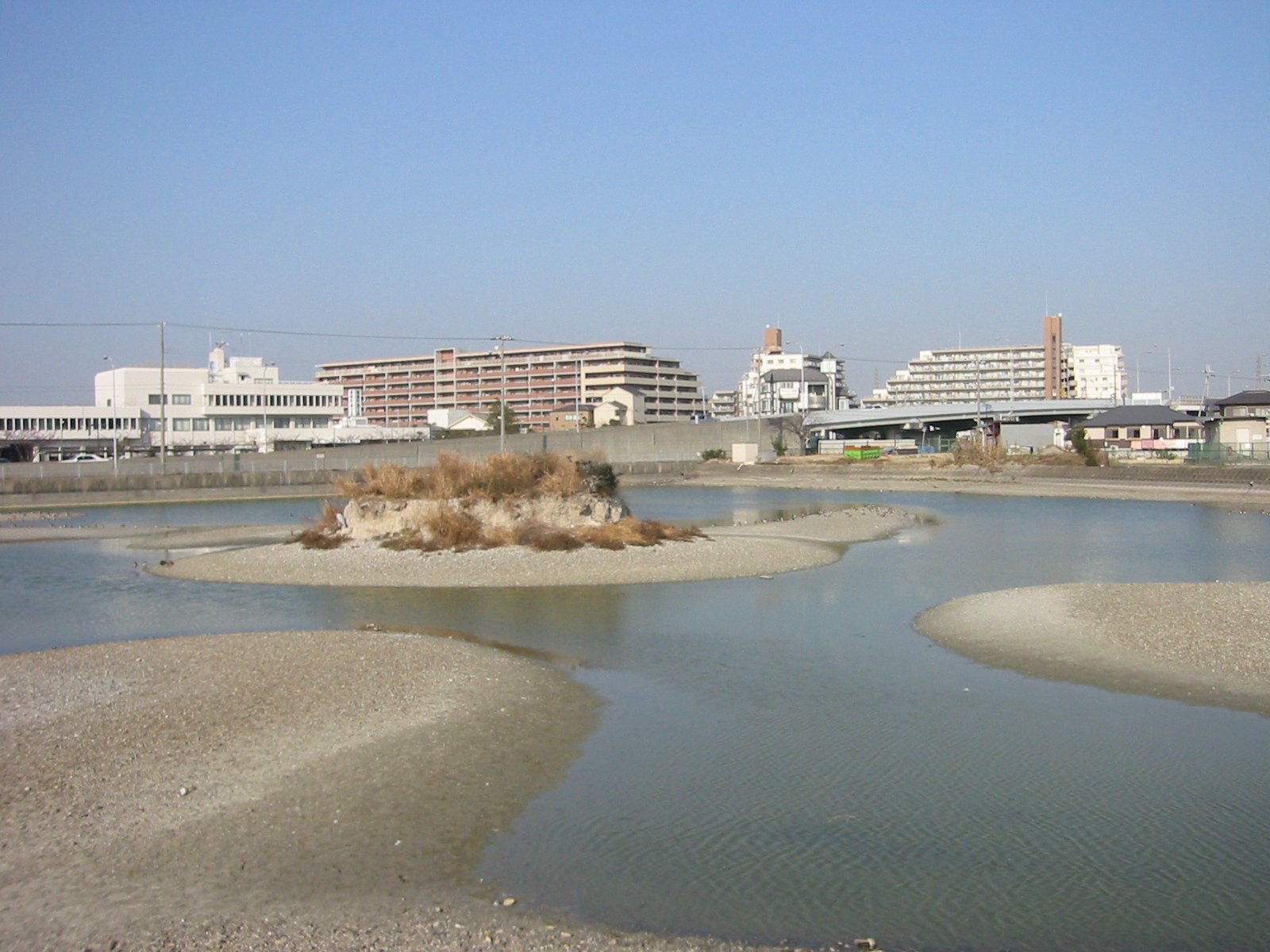
向ケ池（兵庫県加古郡播磨町）

ため池は、稲作文化と深く結びついて築造され、日本の弥生時代には存在したと言われる日本の場合、年間降水量は多いものの季節や地域によって違いがあるほか、急な地形と短い川により水はすぐに海へ流れ出てしまう。そのために水田の灌漑を目的として水を貯えておき必要な時に使えるよう、ため池が発達してきたとされる。
古代では古墳の築造とともに池溝の開穿などの大規模な土木事業が行われた。特に池の開穿は国家的事業として行われ、古代の農事振興に重要な役割を持っていたことが知られている。『日本書紀』には崇神朝に「狭山に池構を開」らせて依網池、刈坂池、反折池を、応神朝に韓人池を、垂仁朝には高石池、茅淳池、狭城池を、仁徳朝には茨田堤、栗隈大溝、和珥池、横野堤を、履中朝には磐余池などを造るなどの多くの築堤記事が載せられている。このほか『風土記』などでも摂津国の昆陽池、肥前国の土歯池、豊前国の三角（薦）池などの存在が記録されている。履中天皇は磐余市磯池に両枝船を浮かべて遊宴し、季節外れの桜を見つけたという記事も見られる。『古事記』では垂仁天皇の子、印色（いにしき）の入日子の命により血沼の池、日下の高津の池とともに作られたとされる。このように現在の大阪府や奈良県では4～6世紀頃からため池が作られ始めたとされる。

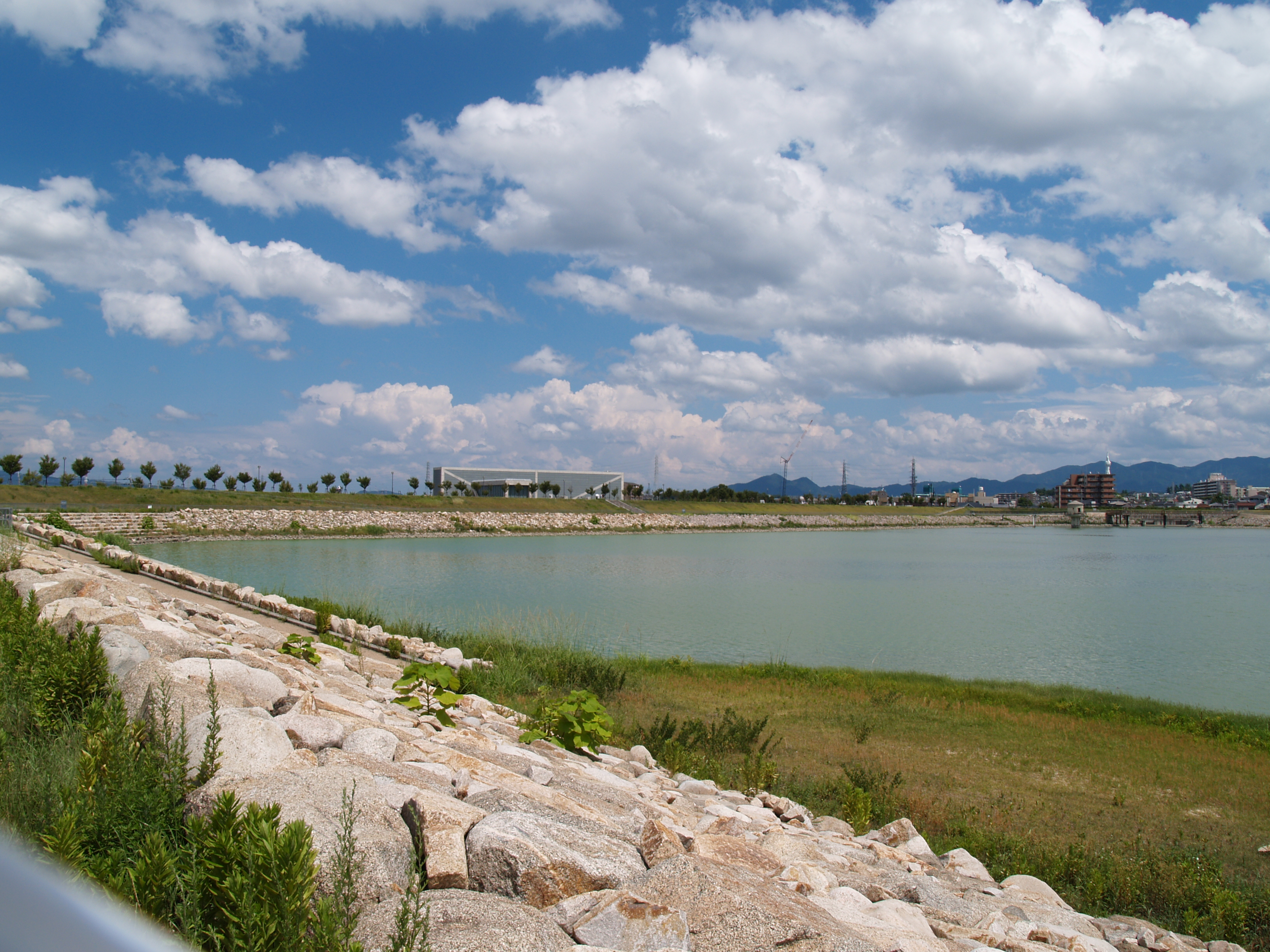
現存する日本最古のため池といわれている大阪府の狭山池

仏教僧である奈良時代の行基、平安時代の空海が、ため池の築造や補修を行ったという話が他の土木事業の話とともに各地に多く残されていることは知られている。その行基が関与し、現存する日本最古のため池といわれているのが大阪府大阪狭山市の狭山池である。何度か改修工事が行われて、灌漑用として現在も使われている。1988年の改修に伴う調査によって発掘された遺跡から、築堤は7世紀初頭には作られていたことが判明。断面の土層分布から、行基による8世紀前半の改修と762年の大改修、重源による1202年の改修、片桐且元の1608年の改修などの経緯を知ることができている。
行基の時の改修では堤防の決壊によるもので、その改修に単功（1人の1日あたりの仕事量）が83000人分が充てられているとされる。また敷葉工法と呼ばれる工法がとられていることも判明している。こうした盛り土に植物層を含む類似の工法として中国後漢時代の安豊塘遺跡や4世紀前半百済の碧骨堤（全羅北道）、536年の築堤とみられる新羅の菁堤（慶尚北道）、5世紀から6世紀とされる大阪府八尾市の亀井遺跡、664年の築堤とされる福岡県の水城跡などの遺跡でも確認され、また各地の遺跡でもその存在が推測されている。
ため池が最も多く作られたのは江戸時代で、藩の新田開発に合わせて用水路などと共にため池が作られた。日本最大のため池である香川県まんのう町の満濃池も8世紀初頭に作られた後に何度か決壊し、1184年の決壊後はついに放置されて中に村落ができていた。西嶋八兵衛により1628年から3年をかけて池としての復旧工事が行われ、ため池として再度使われるようになった。また水利関係で水がなかなか回ってこない皿池がある場合、新たに谷池と水路を作って水の供給元を増やすということも行われている。この時代になると新たな池の築造に適した場所は残っておらず、平地の耕作地を変えてまで池（皿池）が作られた。
先述の狭山池下流域では17世紀初頭に狭山池を親池とし、幹線水路で各村の子池に送る広域ため池群のシステムがつくられ番水と呼ばれる。
明治以降は先進的な西洋技術が大量に導入され、それまでよりも長い水路や巨大なダムが造られ始めた。これに伴い、ため池の中でも小さなものは必要性が薄れて放置される例が多くなった。太平洋戦争後の食糧難が終わって米が余るようになると、減反政策や農業従事者の高齢化の進行は、必要とする池をさらに減らした。多くのため池が埋め立てられ学校や住宅地、工場用地、ゴルフ場などへ転用された。農業に従事する人が減り、ため池を管理する人間がいなくなったことで放置され、整理されたところもある。しかし灌漑以外での池の価値も見直され、貯水機能を農業以外に転用したり、文化遺産や観光・行楽地と位置づけて維持されたりする例も見られるようになった。

#### 統計
日本では全国的に見られ、2020年時点で全国に約16万か所あり、最も多いのは兵庫県（約2万4000か所）。2014年3月時点では約20万か所だった。雨が少ない近畿地方、山陽地方、四国地方の瀬戸内海周辺に特に多く、瀬戸内地域で全国の約5割を占める。
ため池の数ランキング
1位 兵庫県 24,400
2位 広島県 18,938
3位 香川県 14,614
4位 岡山県 9,760
5位 山口県 8,638
6位 和歌山県 5,065
7位 島根県 5,011
8位 福岡県 4,808
9位 大阪府 4,678
10位 宮城県 4,472
（2020年3月時点、農林水産省農村振興局調べ）

## 顕彰

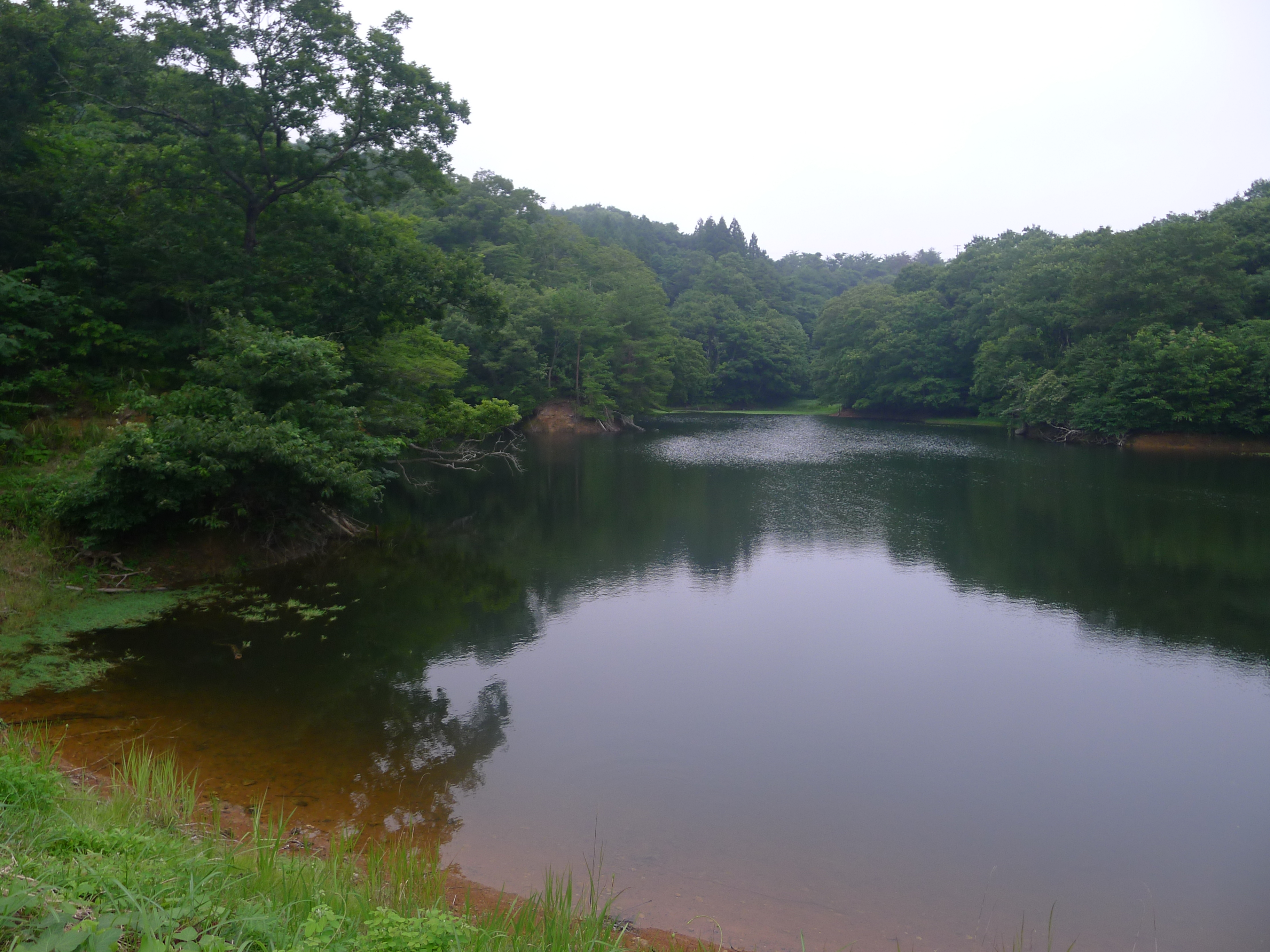
世界遺産・西三川の金山溜池

ため池の歴史的・文化的・土木技術的価値を顕彰すべく国際かんがい排水委員会(ICID)がかんがい施設遺産を推進しており、多くのため池が認定されている。
国内では農林水産省が日本農業遺産制度を制定し、埼玉県東松山市・熊谷市・嵐山町・小川町・吉見町・寄居町・滑川町に跨る比企丘陵の谷津と呼ばれる地形内に築かれたため池群（「比企丘陵の天水を利用した谷津沼農業システム」）が認定されている。
2024年7月27日に世界遺産（文化遺産）に登録された「佐渡島の金山」の構成資産である西三川砂金山では、砂金すくいをするために人工的に水を流す目的でため池が築かれ、重要文化的景観に基づく景観構成要素に含まれている。

## 生物相

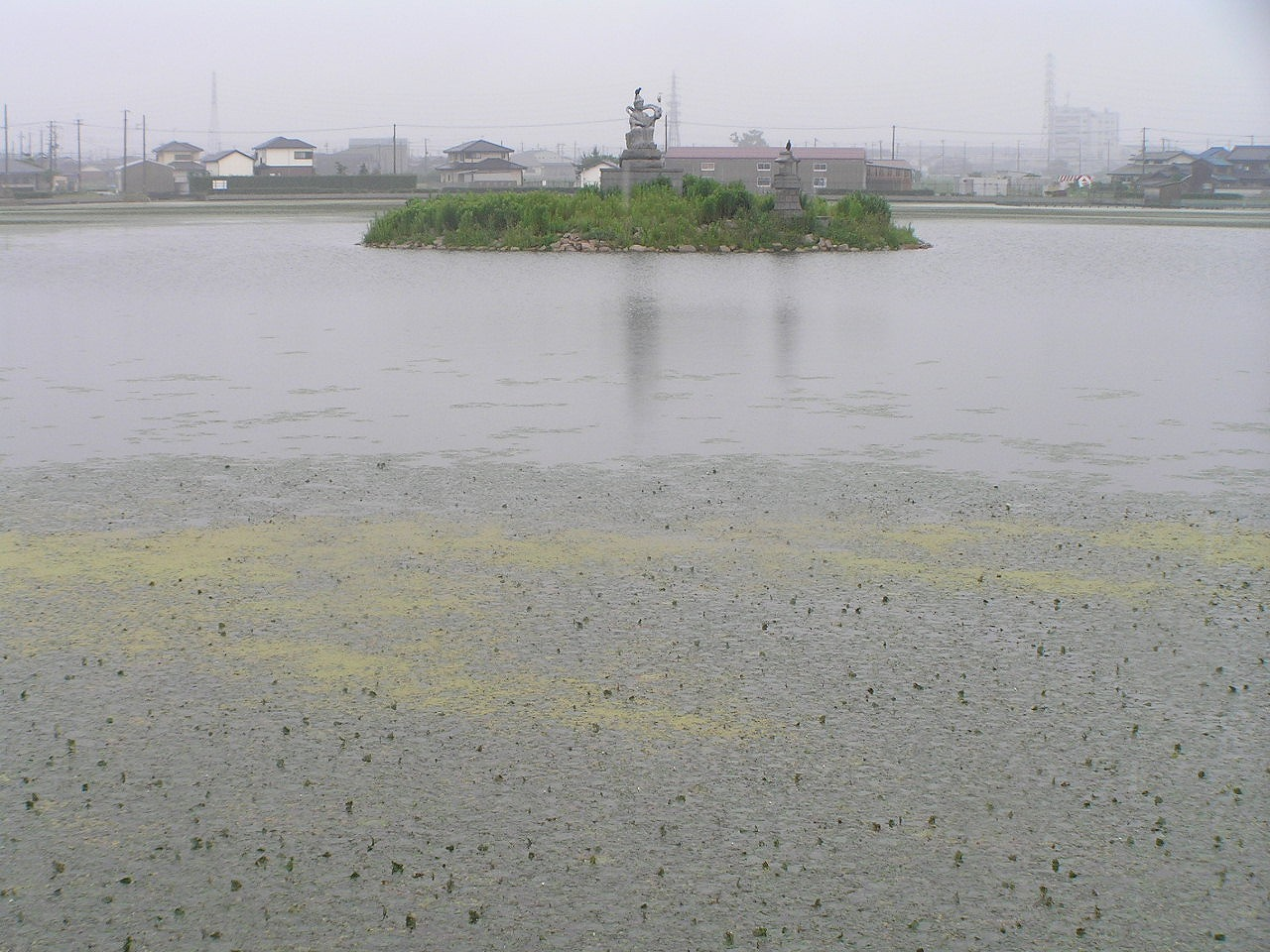
全国一のため池の数を誇る兵庫県で2番目に大きい天満大池では絶滅危惧種の「アサザ」が見られる。地元ではビオトープとして整備するなど対策がとられている。

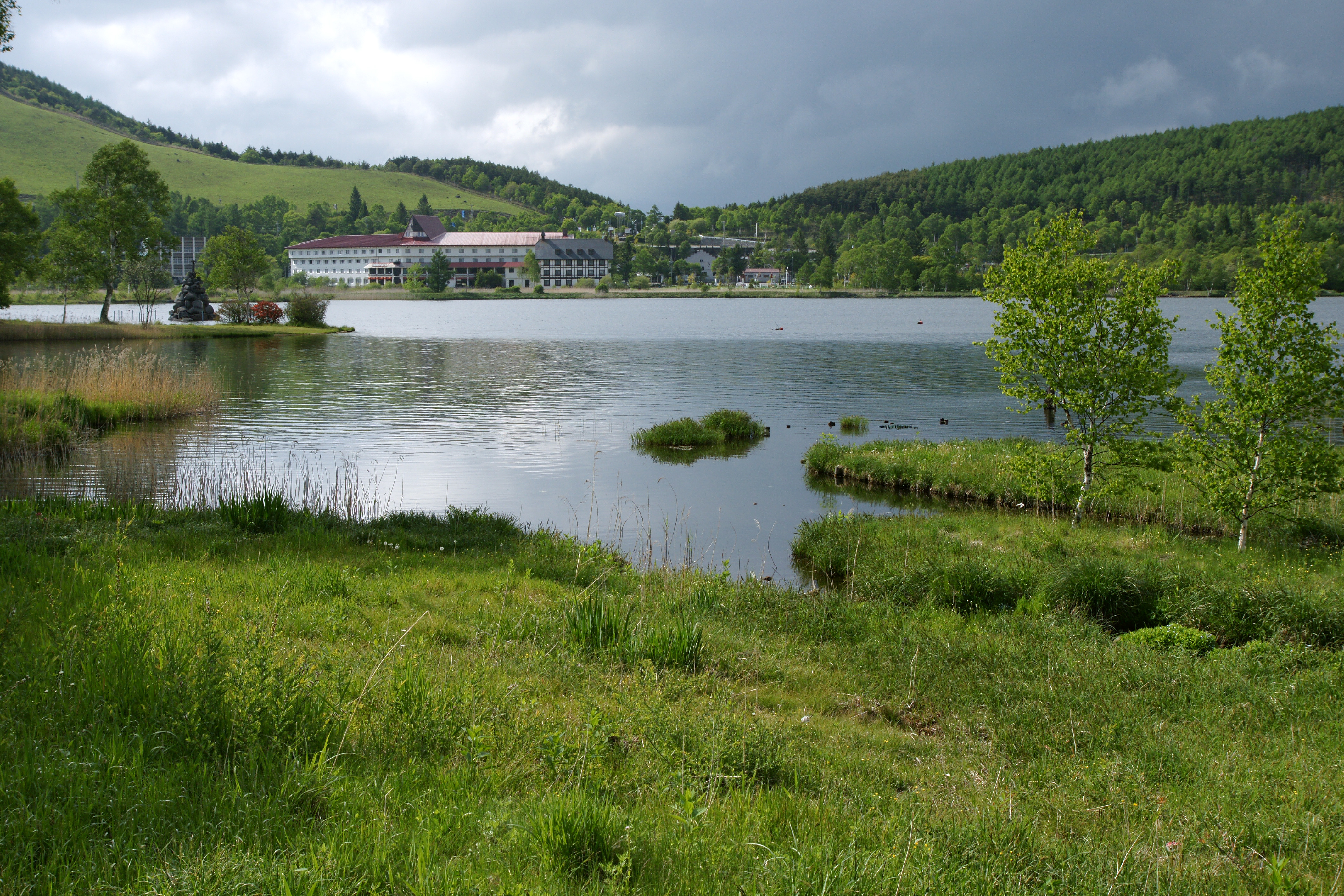
高原のため池である白樺湖では、近隣のリゾート施設による汚染が一時深刻な問題となった。現在は汚水浄化施設が整えられている。

一般的に水深が浅く、水量も少ないところは天然の池と類似する。しかし、ため池はその多くが農業用水として利用されるので、堤や池の中は定期的に草が刈られるなどの整備が行われる。また年間の水位も大きく変動するうえ、水がしばらく涸れてしまうことがある。これらの点において、天然の池と大きく異なる。水は短期間で入れ代わるため、流入する水の水質により池の水質は大きく左右される。また谷池と皿池とでは水質が異なり、それぞれの環境に適した動植物が生息している。東播磨地方のようにため池が隣接して多数存在する地域の多くでは池と池の間に水路があるため、池を干しても水が流れ込めば自力流入できる種がすぐに復活しうる。
ため池の多くが江戸時代に作られたということから200年から300年あまりの歴史を持ち、中には1,000年を超える池もある。長い歴史を経てきた池の中や堤の周囲には、人工水域ながら絶滅危惧種も含めた様々な動植物が生育するようになっているところがある。環境省が発表した日本の重要湿地500の中の一つに「東播磨北部地域の農業用水系」が選ばれるなど、近年は特にため池群の生物多様性が高く評価されている。
植物はガマやアシ、カヤツリグサ科といった抽水植物やヒシやガガブタ、オニバスといった浮水性の水草、クロモやオオトリゲモといった沈水性の水草、サンショウモやタヌキモといった浮遊性の水草が見られる。また、ジュンサイやハスなど商品価値のあるものは採取されることもある。
動物は水棲のもの、もしくは水辺をすみかとしているものが生息する。昆虫ではチョウトンボやイトトンボの仲間等がよく見られる。外来種の生物も特に皿池に多く見られるが、ブラックバスが谷池で見られる場合もある。渡り鳥を含む水鳥が飛来・定着する池も多い。
堤は耕作を禁じたり、草刈りや野焼きを行ったりして草木の生育を阻む等、強度を維持するための管理が行われる。そのため日当りが良くなり、日光を好む植物がよく生える。ワレモコウ、キキョウ、リンドウ、オミナエシなどはこのような場所によく生育したもので、秋の七草も多くはこのような場所に見られる。しかし放置された池や改修間もない皿池の堤では帰化植物や背の高いササやススキ、繁殖力の高いクズなどが生え手入れが行われないと次第に単調なものになっていく。
谷池の場合、水が流れ込む付近や堤に水がしみ出やすい部分がある場合、そこに湿地ができあがり、狭いながらも多種の湿生植物が生息することがある。このような場所にはハッチョウトンボやヒメタイコウチなどの昆虫も生息する。
周りをコンクリートで補修されていても、多くの動植物が残っている池はある。しかし中には水質汚濁が進みアオコが大発生して他の生物が激減した池もある。また、周囲が開発で宅地化されると生活排水が流入して富栄養化するため池もある。

## 関連項目

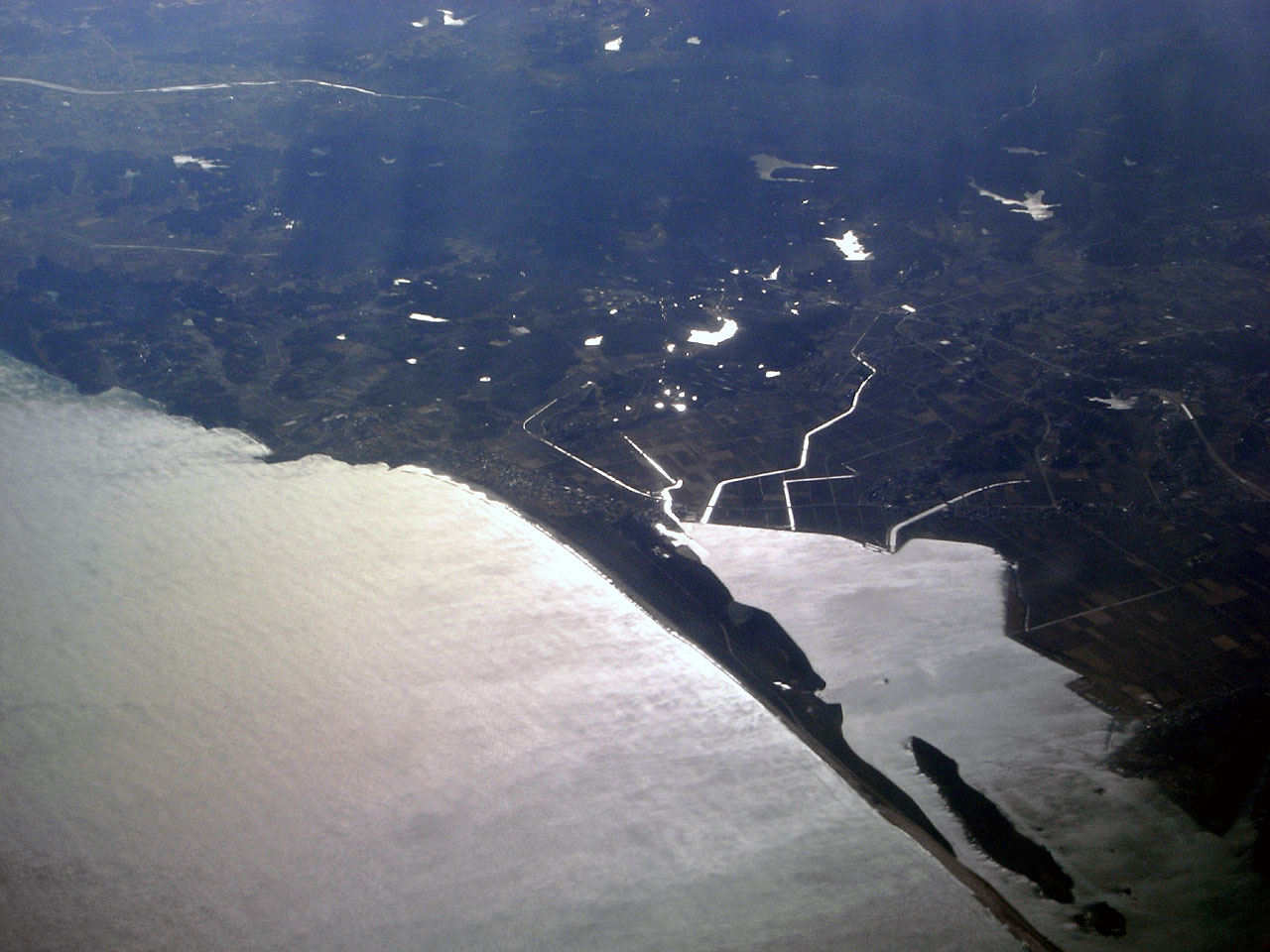
福島県相馬地方のため池群と松川浦